# 无水黄油

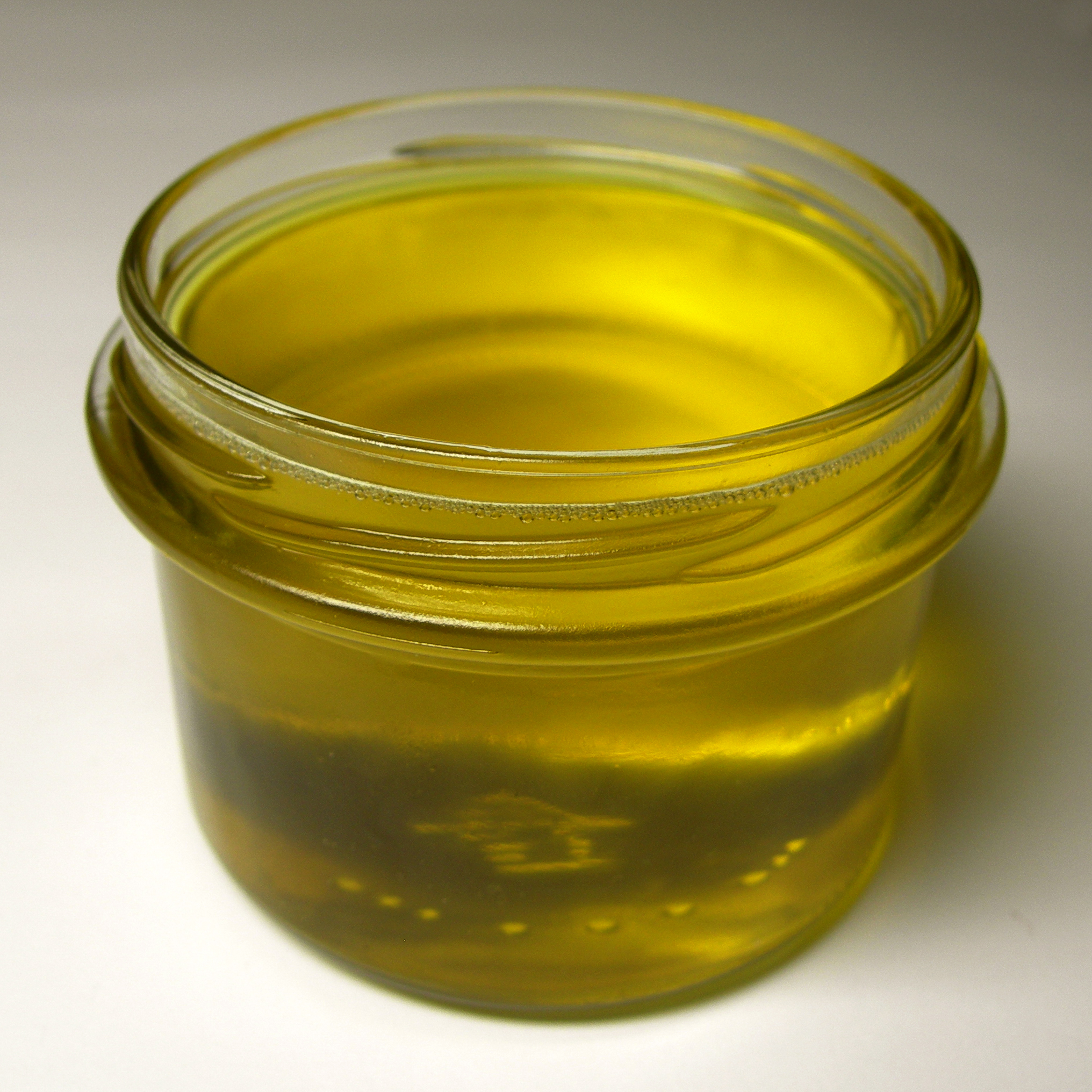
新鮮的无水黄油

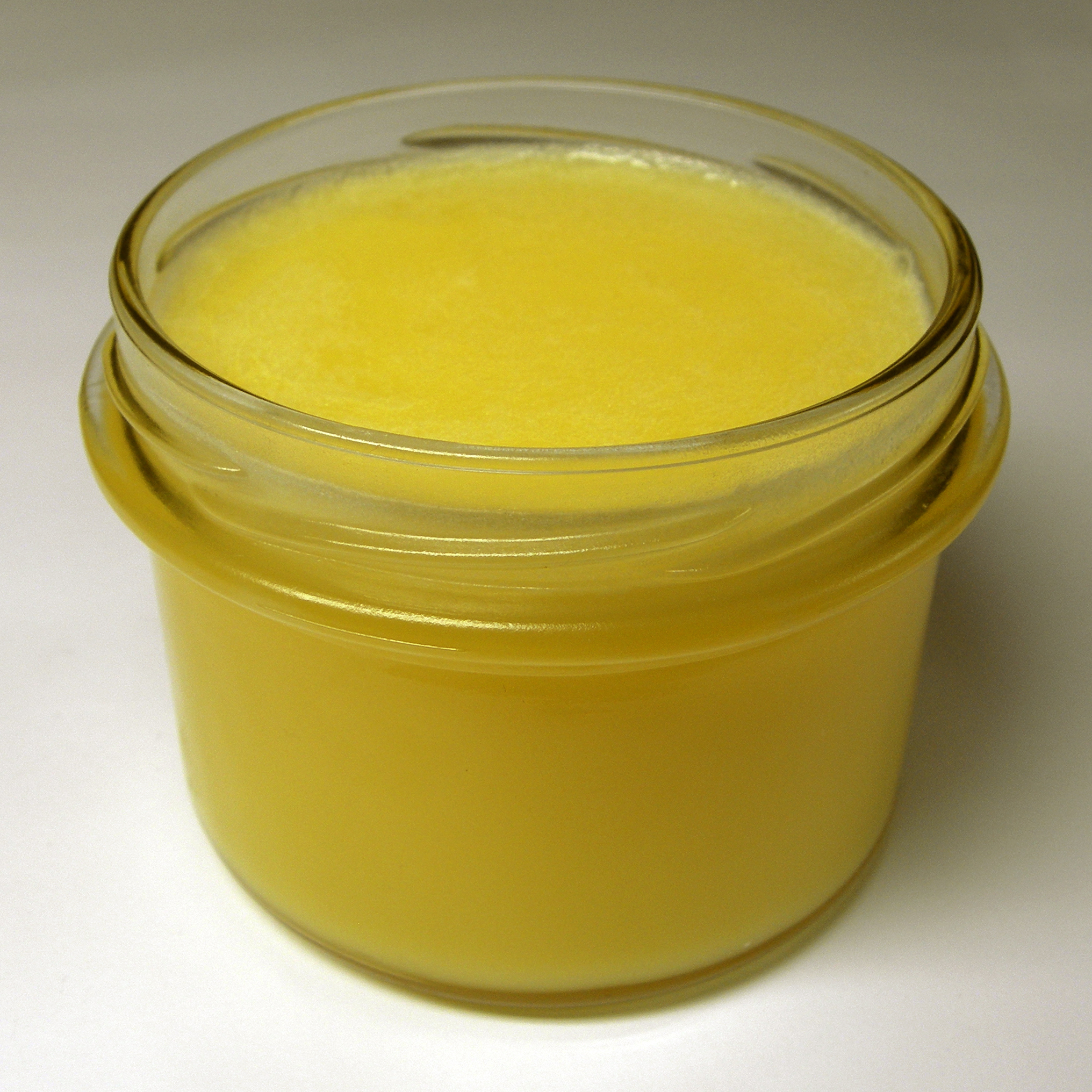
室溫的无水黄油

无水黄油（英語：Clarified butter），是从黄油中提炼出的液态牛奶脂肪。通常由普通黄油加热蒸发水分后，撇去漂浮物并摒弃沉淀物而得。无水黄油熔点比普通黄油熔点高，在西餐中通常用来煎炸食品。与南亚地区常用的酥油的区别是，酥油是由黄油熬制而成所以带有焦香风味。